# Michael Haydn
Johann Michael Haydn (14. září 1737 Rohrau – 10. srpen 1806 Salcburk) byl rakouský hudební skladatel a mladší bratr Franze Josepha Haydna. Složil 24 mší, 2 rekviem, 114 graduále, 67 offertorií, 30 symfonií, mnoho oratorií a několik oper. Byl také učitelem Carla Maria von Webera a Antona Diabelliho.

## Život
Michael Haydn se narodil v roce 1737 v dolnorakouském městečku Rohrau poblíž maďarských hranic. Jeho otcem byl kolář Mathias Haydn, který pracoval také jako "Marktrichter“, což je úřad podobný starostovi. V roce 1745 Michael Haydn vstoupil do sboru katedrály Sv. Štěpána ve Vídni, kde jeho bratr Joseph působil jako sopránový sólista už od roku 1740. Podle nařízení sbormistra v kostele Johanna Adama Karla Reuttera byl Joseph pověřen, aby hudebně vzdělával svého bratra. Společně byli ve sboru tři roky. Když Josephův hlas zmutoval, Michael za něho nastoupil jako sólista a zůstal ve svatoštěpánském sboru až do roku 1755.
V roce 1757 byl povolán do Velkého Varadína (Grosswardein, dnes rumunské město Oradea) do služby arcibiskupa Sigismunda jako sbormistr, v roce 1762 přijal místo vedoucího orchestru u arcibiskupa Hieronyma v Salcburku, později se stal ještě varhaníkem v kostele sv. Petra v Salcburku, který patřil benediktinům. Během prvních let své služby nevykonával podle mínění zaměstnavatele svou práci dostatečně, a proto byli přijati i další hudebníci, mezi nimiž byli i Leopold Mozart a jeho syn Wolfgang. Díky své manželce Marii Magdaleně Lipp změnil Haydn později svůj laxní přístup a začal se práci plně věnovat.

## Dílo (výběr)
Haydn psal téměř ve všech hudebních formách, od komorní hudby přes orchestrální, ale jeho zálibou bylo skládat hudbu církevní na liturgické texty. Hudebnímu doprovodu těchto textů nepochybně věnoval největší úsilí. Michael Haydn měl averzi k tisku svých děl, a tak většina jeho skladeb zůstala v rukopise. Kompletní sbírka nepublikovaných prací Michaela Haydna je nyní uchovaná v knihovně benediktinského kláštera sv. Petra v Salcburku.

### Chrámová hudba
- Missa in honorem Sanctissimae Trinitatis, MH 1
- Missa Sanctae Cyrilli et Methodii, MH 13
- Missa Beatissimae Virginis Mariae, MH 15
- Missa in honorem Sancti Josephi, MH 16
- Missa Sancti Gabrielis, MH 17
- Te Deum, MH 28
- Messe C-Dur, MH 42
- Missa Sancti Francisci Seraphici (1a), MH 43
- Messe C-Dur, MH 44
- Missa Sanctae Crucis, MH 56
- Missa dolorum Beatae Virginis Mariae, MH 57 (= identická s MH 552)
- Missa Sancti Raphaelis, MH 87
- Missa Sancti Nicolai Tolentini, MH 109/MH 154
- Missa Sancti Francisci Seraphici (1b), MH 119
- Missa pro defuncto Archiepiscopo Sigismundo ("Schrattenbach-Requiem"), in c-moll, MH 155
- Missa Sancti Joannis Nepomuceni, MH 182
- Missa Sancti Hieronymi, Oboenmesse, MH 254
- Missa Sancti Aloysii, MH 257
- Missa in Honorem St. Ruperti (Jubiläumsmesse) in C-Dur, MH 322
- Missa Hispanica (Missa a due cori), MH 422
- Missa in honorem Sancti Gotthardi (Missa Admontis), MH 530
- Missa in honorem Sanctae Ursulae (Chiemseemesse), MH 546
- Missa pro Quadragesima, MH 551
- Missa Quadragesimalis, MH 552 (a-moll)
- Missa Tempore Quadragesimae et Adventus, MH 553
- Missa pro defunctis, Requiem in c-moll, MH 559
- Deutsches Hochamt „Hier liegt vor deiner Majestät“ („Haydn-Messe“), MH 560
- Deutsches Hochamt, MH 602
- Deutsches Hochamt, MH 642
- Missa sub titulo Sanctae Theresiae, MH 797 (MH 796 bez fugy v Gloria)
- Te Deum, MH 800
- Missa sub titulo Sancti Francisci Seraphici, MH 826
- Missa sub titulo Sancti Leopoldi in festo Innocentium, MH 837
- Missa pro defunctis, Requiem in B-Dur (nedokončené), MH 838
- Antiphonarium ad usum chori Rothensis, 1791

### Instrumentální koncerty
- Koncert pro varhany, violu a smyčce C-Dur
- Concertino pro fagot B-Dur
- Koncert pro altový pozoun D-Dur
- Houslový koncert G-Dur, P 52
- Houslový koncert B-Dur, P 53
- Houslový koncert A-Dur, MH 207
- Flétnový koncert, P 54
- Koncert pro trubku č. 2 C-Dur MH 60
- Koncert pro trubku D-Dur, MH 104
- Pozounový koncert, d-moll
- Koncert pro lesní roh D-Dur

#### Symfonie
- Sinfonie Nr. 1, C-Dur, MH 23 (Perger 35)
- Sinfonie Nr. 1C, Es-Dur, MH 35 (Perger 1)
- Sinfonie Nr. 2, C-Dur, MH 37 (Perger 2)
- Sinfonie Nr. 3, G-Dur
- Sinfonie Nr. 4, B-Dur, MH 62 (Perger 51)
- Sinfonie Nr. 5, A-Dur, MH 63 (Perger 3)
- Sinfonie Nr. 6, C-Dur, MH 64 (Perger 4)
- Sinfonie Nr. 7, E-Dur, MH 65 (Perger 5)
- Sinfonie Nr. 8, D-Dur, MH 69 (Perger 38)
- Sinfonie Nr. 9, D-Dur, MH 50 (Perger 36)
- Sinfonie Nr. 10, F-Dur, MH 51 (Perger 45)
- Sinfonie Nr. 11/11a, B-Dur, MH 82/184 (Perger 9)
- Sinfonie Nr. 12, G-Dur, MH 108 (Perger 7)
- Sinfonie Nr. 13, D-Dur, MH 132 (Perger 37)
- Sinfonie Nr. 14, B-Dur, MH 133 (Perger 52)
- Sinfonie Nr. 15, D-Dur, MH 150 (Perger 41)
- Sinfonie Nr. 16, A-Dur, MH 152 (Perger 6)
- Sinfonie Nr. 17, E-Dur, MH 151 (Perger 44)
- Sinfonie Nr. 18, C-Dur, MH 188 (Perger 10)
- Sinfonie Nr. 19, D-Dur, MH 198 (Perger 11)
- Sinfonie Nr. 20, C-Dur, MH 252 (Perger 12)
- Sinfonie Nr. 21, D-Dur, MH 272 (Perger 42), 1778
- Sinfonie Nr. 22, D-Dur, MH 287 (Perger 43)
- Sinfonie Nr. 23, F-Dur, MH 284 (Perger 14)
- Sinfonie Nr. 24, A-Dur, MH 302 (Perger 15)
- Sinfonie Nr. 25, G-Dur, MH 334 (Perger 16)
- Sinfonie Nr. 26, Es-Dur, MH 340 (Perger 17)
- Sinfonie Nr. 27, B-Dur, MH 358 (Perger 18)
- Sinfonie Nr. 28, C-Dur, MH 384 (Perger 19)
- Sinfonie Nr. 29, d-moll, MH 393 (Perger 20)
- Sinfonie Nr. 30, D-Dur, MH 399 (Perger 21)
- Sinfonie Nr. 31, F-Dur, MH 405 (Perger 22)
- Sinfonie Nr. 32, D-Dur, MH 420 (Perger 23)
- Sinfonie Nr. 33, D-Dur, MH 24 (Perger deest)
- Sinfonie Nr. 34, Es-Dur, MH 473 (Perger 26)
- Sinfonie Nr. 35, G-Dur, MH 474 (Perger 27)
- Sinfonie Nr. 36, B-Dur, MH 475 (Perger 28)
- Sinfonie Nr. 37, D-Dur, MH 476 (Perger 29)
- Sinfonie Nr. 38, F-Dur, MH 477 (Perger 30)
- Sinfonie Nr. 39, C-Dur, MH 478 (Perger 31), Salcburk 1788
- Sinfonie Nr. 40, F-Dur, MH 507 (Perger 32), Salcburk 1789
- Sinfonie Nr. 41, A-Dur, MH 508 (Perger 33), Salcburk 1789
- Sinfonie F-Dur, MH 25
- Sinfonie G-Dur, MH 26
- Finale ze Sinfonie B-Dur, MH 184 (Perger [9])

### Jevištní díla
- Rebekka als Braut, MH 76 (Perger [47])
- Der Traum, Pantomime in zwei Akten, MH 84 (Perger 133)
- Oratorium, „Der büßende Sünder“, MH 147 (1771)
- Der Bassgeiger zu Wörgl, MH 205
- Zaïre, Hudba k tragédii Voltaira, MH 255 (Perger 13)
- Andromeda und Perseus, opera seria, MH 438 (Perger 25), 1787